# Longlegs
Longlegs (bra: Longlegs - Vínculo Mortal;; prt: O Colecionador de Almas) é um filme de terror e suspense americano escrito e dirigido por Oz Perkins. É estrelado por Maika Monroe e Nicolas Cage, que também produziu o filme através de sua produtora Saturn Films. O elenco também conta com Blair Underwood, Alicia Witt, Michelle Choi-Lee e Dakota Daulby em papéis coadjuvantes. O enredo do filme segue uma agente do FBI encarregada de rastrear um assassino em série ocultista, com quem ela percebe ter uma ligação pessoal. Com um orçamento inferior a US$ 10 milhões, o filme arrecadou mais de US$ 126 milhões globalmente, tornando-se o maior sucesso da distribuidora Neon e um marco no terror independente de 2024. Foi elogiado por sua atmosfera e atuações, alcançando 87% de aprovação no Rotten Tomatoes.
Longlegs teve sua première no The Egyptian Theatre Hollywood em Los Angeles em 8 de julho de 2024, e foi lançado nos Estados Unidos pela Neon em 12 de julho de 2024. No Brasil, o filme foi lançado em 29 de agosto de 2024 pela Diamond Films.

## Sinopse
Lee Harker, uma talentosa nova agente do FBI, foi designada para um caso não resolvido de um assassino em série. À medida que a investigação se torna mais complicada e provas ocultas são descobertas, Harker percebe uma ligação pessoal com o assassino implacável e deve agir rapidamente para evitar outro assassinato familiar. A trama começa em 1974, quando Lee, ainda criança, encontra o misterioso Longlegs, que lhe dá uma boneca. Duas décadas depois, em 1994, ela investiga assassinatos onde pais matam suas famílias, guiados por mensagens codificadas assinadas por 'Longlegs'.

## Elenco
- Maika Monroe como Lee Harker, uma agente do FBI designada para o caso Longlegs.
  - Lauren Acala como a jovem Lee
- Nicolas Cage como Longlegs, um assassino em série indescritível sendo caçado pelo FBI.
- Blair Underwood como Agente Carter, superior de Lee
- Alicia Witt como Ruth Harker, mãe religiosa de Lee
- Michelle Choi-Lee como Agente Browning
- Dakota Daulby como Agente Horatio Fisk
- Kiernan Shipka como Carrie Anne Camera, a única sobrevivente conhecida de Longlegs
  - Maila Hosie como a jovem Carrie Anne
- Jason Day como pai de Camera
- Lisa Chandler como mãe de Camera
- Ava Kelders como Ruby Carter
  - Rryla McIntosh como uma Ruby adulta
- Carmel Amit como Anna Carter
- Peter James Bryant como agente sênior do FBI
- Charles Jarman como Sacerdotisa
- Erin Boyes como Agente do FBI
- Vanessa Walsh como Agente do CSI

## Produção
Em novembro de 2022, surgiu a notícia de que Oz Perkins assumiria a direção a partir de um roteiro de sua autoria. Nicolas Cage, sob a bandeira da Saturn Films, assinou contrato para produzir e protagonizar o filme de terror e suspense como um serial killer. Em fevereiro de 2023, Maika Monroe foi incluída no elenco para interpretar Lee Harker, uma agente do FBI. No mês seguinte, Alicia Witt e Blair Underwood juntaram-se ao elenco. Outras empresas de produção incluem C2 Motion Picture Group, Cweature Features e Oddfellows Entertainment.
Com um orçamento de produção inferior a US$ 10 milhões, a fotografia principal começou em Vancouver, Colúmbia Britânica, em 16 de janeiro de 2023 e finalizada em 23 de fevereiro de 2023. O design de som, liderado por Eugenio Battagila, foi essencial para a atmosfera do filme.

## Marketing
Neon utilizou táticas de marketing de guerrilha semelhantes às empregadas para o sucesso de bilheteria de The Blair Witch Project (1999), fomentando especulações por meio de clipes, imagens e mensagens cifradas que exploravam um simbolismo desenvolvido especialmente para o filme, além de ocultar a aparência de Cage como Longlegs. No período que antecedeu o lançamento, foram publicados onze vídeos promocionais no YouTube, com o primeiro aparecendo em janeiro de 2024 e o título do filme sendo mencionado somente a partir de fevereiro; os vídeos, em conjunto, acumularam 30 milhões de visualizações. Desde janeiro de 2024, um trailer do filme passou a ser exibido antes de todas as produções de horror lançadas nos cinemas. Um exemplo notável foi um anúncio codificado no Seattle Times em 14 de junho de 2024, remetendo ao Zodiac Killer, que direcionava a um site ficcional sobre os assassinatos da trama.
Outros materiais promocionais incluíram um outdoor, sem menção ao título, que exibia um número de telefone para acesso a mensagens pré-gravadas atribuídas ao antagonista do filme, e um anúncio pago publicado no Seattle Times em 14 de junho, que continha uma cifra – referência ao Zodiac Killer – e direcionava os leitores para um site ficcional que detalhava os assassinatos ocorridos na trama. Na semana do lançamento, a Neon divulgou um clipe que supostamente registrava o batimento cardíaco de Monroe ao avistar o personagem de Cage. Após a estreia teatral, outro material promocional destacou as aparições ocultas do diabo, presentes em segundo plano ao longo do filme; segundo Perkins, há 15 dessas aparições que passam despercebidas.
Perkins elogiou a estratégia de marketing da Neon, relatando que o estúdio lhe perguntou desde o início se poderia 'fazer tudo o que quisessemos' e que sua resposta foi: 'o que mais podemos fazer? Façam do seu jeito.' O orçamento total destinado ao marketing do filme foi inferior a US$ 10 milhões, com ênfase na utilização de conteúdo digital em detrimento de anúncios tradicionais na televisão.

## Música
A trilha sonora do filme foi composta por Zilgi. Zilgi é o pseudônimo de Elvis Perkins, irmão do diretor Oz Perkins, e incluiu a música 'Bang a Gong (Get It On)' do T. Rex para reforçar o tom do filme. Houve contribuições do designer de som por Eugenio Battagila e Melody Carrillo com Elizabeth Wight. A trilha sonora foi lançada em 12 de julho de 2024 em plataformas de streaming e em vinil.

## Lançamento
Em fevereiro de 2023, a Neon adquiriu os direitos norte-americanos do filme no European Film Market. O filme foi exibido no Beyond Fest de Los Angeles em 31 de maio de 2024. Longlegs estreou no The Egyptian Theatre Hollywood em Los Angeles em 8 de julho de 2024. Foi lançado na América do Norte e no Reino Unido em 12 de julho de 2024. Em Portugal, o filme foi lançado em 25 de julho de 2024. No Brasil, será distribuído pela Diamond Films nos cinemas em 29 de agosto de 2024.
Longlegs realizou várias exibições especiais nos Estados Unidos de 8 a 13 de julho de 2024. Isso também incluiu uma exibição de RSVP 'livre dos pais' no Alamo Drafthouse Cinema no Brooklyn, Nova Iorque, em 12 de julho de 2024. A equipe de marketing do filme incentivou os adolescentes a comparecerem acompanhados de uma freira sangrenta como guardiã legal. O filme também foi disponibilizado em 4K UHD Blu-ray e Blu-ray padrão para pré-venda em julho de 2024, distribuído pela Decal Releasing.

## Recepção

### Bilheteria
Nos Estados Unidos e no Canadá, Longlegs foi lançado junto com Fly Me to the Moon e foi inicialmente projetado para arrecadar US$ 7 a 9 milhões em 2.510 cinemas em seu fim de semana de estreia. Depois de faturar US$ 10 milhões em seu primeiro dia (incluindo US$ 3 milhões nas prévias de quinta à noite, ambos registros do Neon), as estimativas do fim de semana aumentaram para US$ 20-23 milhões. Ele estreou com US$ 22,4 milhões, terminando em segundo lugar nas bilheterias, atrás do remanescente Despicable Me 4. A abertura marcou o melhor fim de semana de estreia para Neon, o maior total para um filme de terror original de 2024, um dos 20 melhores finais de semana para um filme independente e a melhor abertura de todos os tempos para um filme de terror independente. Globalmente, o filme arrecadou mais de US$ 126 milhões, consolidando seu sucesso comercial.

### Resposta da crítica
No site agregador de críticas Rotten Tomatoes, 87% das 153 resenhas dos críticos são positivas, com uma classificação média de 7,6/10. O consenso do site diz: 'Saturado em um clima inquietante enquanto aproveita uma performance gonzo de pesadelo de Nicolas Cage, Longlegs é um terror satânico que efetivamente inspira pânico.' O Metacritic, que utiliza uma média ponderada, atribuiu ao filme uma pontuação de 78 em 100, com base em 45 críticos, indicando críticas 'geralmente favoráveis'. A recepção da audiência, segundo o CinemaScore, deu ao filme uma nota média de 'C+' em uma escala de A+ a F, enquanto os entrevistados pela PostTrak deram uma pontuação geral positiva de 70%, com uma média de 3 em 5 estrelas. Algumas críticas, no entanto, apontaram uma narrativa vazia apesar do estilo visual, e o filme enfrentou controvérsias por suposta transfobia na caracterização andrógina de Longlegs, comparada a The Silence of the Lambs por uma opinião na CNN.
David Rooney, escrevendo para o The Hollywood Reporter, elogiou o filme, dizendo: 'Pode-se argumentar que ele mistura muitos elementos aqui — procedimentos criminais, mistério oculto, manipulação mental, adoração satânica, bonecas assustadoras, uma barganha faustiana e uma 'freira' indigna de qualquer convento. Mas Longlegs é o filme mais plenamente realizado e implacavelmente eficaz de Perkins até hoje'. Bob Strauss, do San Francisco Chronicle, escreveu: 'O mais impressionante é como Perkins mistura horror psicológico e sobrenatural de uma maneira nunca vista antes. Longlegs é uma evocação de cinema sombrio e poético, onde o diabo está definitivamente nos detalhes'. Richard Lawson, da Vanity Fair, achou o filme decepcionante, escrevendo 'Longlegs é estiloso, mas vazio, uma imagem lindamente agourenta sem nada por trás. Como Hannibal Lecter poderia dizer, é um caipira bem limpo e agitado com um pouco de bom gosto'.
J. Hurtado, do Screen Anarchy, declarou Longlegs 'uma obra-prima; uma confluência profana e horripilante de alta arte e ansiedade, um filme em que cada quadro é um pesadelo, e é lindo'. Escrevendo para o Bloody Disgusting, Meagan Navarro elogiou as atuações e a atmosfera de Longlegs, concluindo: 'Longlegs é tão elegante quanto atemporal, repleto de pavor claustrofóbico e podridão.' Bill Bria, do /Film, chamou Longlegs de 'o filme de terror mais aterrorizante de 2024,' destacando o 'espírito rock n' roll' do filme.

## Controvérsia

#### Impacto e Legado
A controvérsia em torno de Longlegs reacendeu discussões sobre a representação queer e trans no cinema de terror, um gênero com histórico de associações negativas entre identidades marginalizadas e vilania. Embora o filme tenha sido amplamente elogiado por sua atmosfera e atuações (86% no Rotten Tomatoes e 77 no Metacritic), as críticas sobre sua caracterização destacam desafios persistentes na desconstrução de tropos herdados de clássicos . A resposta de Perkins e as análises divergentes sugerem que a intenção do filme pode ter sido mal interpretada por alguns, mas também sublinham a dificuldade de escapar completamente das convenções do gênero.

## Lançamento em mídia
No final de julho de 2024, as edições em 4K UHD Blu-ray e Blu-ray padrão do filme foram disponibilizadas para pré-venda, com distribuição pela Decal Releasing.

## Premiações
| Premiação                       | Data da Cerimônia      | Categoria                                                | Candidato(s)                                | Resultado |
| ------------------------------- | ---------------------- | -------------------------------------------------------- | ------------------------------------------- | --------- |
| Astra Film Awards               | 8 de dezembro de 2024  | Melhor Filme de Terror ou Suspense                       | Longlegs                                    | Indicado  |
| Clio Entertainment Awards       | 14 de novembro de 2024 | Teatral: Campanha Audiovisual                            | "Longlegs Audio Visual Campaign" (AV Squad) | Venceu    |
| Clio Entertainment Awards       | 14 de novembro de 2024 | Teatral: Criação Audiovisual                             | "Dark" (AV Squad)                           | Venceu    |
| Clio Entertainment Awards       | 14 de novembro de 2024 | Teatral: Campanha Integrada                              | "Longlegs Integrated Campaign" (Neon)       | Venceu    |
| Clio Entertainment Awards       | 14 de novembro de 2024 | Teatral: Spot                                            | "Heartbeat" (AV Squad)                      | Venceu    |
| Clio Entertainment Awards       | 14 de novembro de 2024 | Teatral: Teaser                                          | "Dirty" (AV Squad)                          | Venceu    |
| Hollywood Music in Media Awards | 20 de novembro de 2024 | Melhor Trilha Sonora Original – Filme de Terror/Suspense | Zilgi                                       | Indicado  |
| Saturn Awards                   | 2 de fevereiro de 2025 | Melhor Filme de Terror                                   | Longlegs                                    | Indicado  |
| Saturn Awards                   | 2 de fevereiro de 2025 | Melhor Ator Coadjuvante em Filme                         | Nicolas Cage                                | Indicado  |
| Saturn Awards                   | 2 de fevereiro de 2025 | Melhor Roteiro de Filme                                  | Osgood Perkins                              | Venceu    |
| Saturn Awards                   | 2 de fevereiro de 2025 | Melhor Maquiagem em Filme                                | Felix Fox e Madelaine Hermans               | Indicado  |
| Saturn Awards                   | 2 de fevereiro de 2025 | Melhor Direção de Arte em Filme                          | Danny Vermette                              | Indicado  |
| Seattle Film Critics Society    | 16 de dezembro de 2024 | Vilão do Ano                                             | Longlegs (interpretado por Nicolas Cage)    | Indicado  |
| Seattle Film Critics Society    | 15 de dezembro de 2024 | Melhor Filme de Terror                                   | Longlegs                                    | Indicado  |